# Archboldomys
Archboldomys (Архболдоміс) — рід гризунів родини мишеві (Muridae).

## Етимологія
Гай Массер назвав рід на честь Річарда Архболда (Richard Archbold), який помер у зоологічній експедиції в 1976 році і фонд якого також організував філіппінську подорож Массера. 

## Характеристика
Вони малі, важать менше, ніж 50 грамів. Довжина голови й тіла між 96 і 125 мм, довжина хвоста від 60 до 101 мм і вага до 47 гр. Їх хутро буре, хвіст відносно короткий. Шерсть довга і товста. Ступні й пальці довгі й тонкі, адаптовані до наземного життя.

## Поширення, екологія
Рід включає три види на острові Лусон Філіппіни. Живе виключно в гірському лісі. Це денні тварини, які живляться дощовими черв'яками і комахами. 